# Kovancılar
Kovancılar ist eine Stadt und Hauptort des gleichnamigen Landkreises in der türkischen Provinz Elâzığ. 1934 gründete die türkische Regierung für 300 Familien (Mucahir) aus den ehemaligen osmanischen Gebieten in Rumänien den Ort Kovancılar. Der Name stammt vom türkischen Dorf Kovancılar in Rumänien ab. Seit 1967 ist sie eine Gemeinde (Belediye) und liegt etwa 67 Straßenkilometer östlich der Provinzhauptstadt. Sie beherbergt über 60 Prozent der Landkreisbevölkerung (2020: 63,16 %).

## Geografie
Der Landkreis Kovancılar liegt im Norden der Provinz und grenzt im Norden an den Kreis Karakoçan, im Süden und Osten an den Kreis Palu. Im Süden, Westen sowie Nordwesten bilden die Wasserflächen der Keban-Talsperre die natürliche Grenze, darunter im Nordwesten zur Provinz Tunceli. Der Kreis besteht neben der Kreisstadt noch aus 76 Dörfern (Köy) mit durchschnittlich 193 Bewohnern. Zwei dieser Dörfer haben mehr als 1000 Einwohner: Çakırkaş mit 1298 und Yarımca mit 1083 Einwohnern. Das Dorf Kapıaçmaz (2017: 811 Einw.) wurde im Jahr 2018 ein Stadtviertel (Mahalle) von Kovancılar und zählte Ende 2020 757 Einwohner.
Der Landkreis wurde 1987 durch Abspaltung des Nordteils vom Kreises Palu geschaffen. Die meisten der Dörfer gehörten bis dahin zum Bucak Merkez und zum Bucak Çaybağı dieses Kreises.
Ende 2020 lag Kovancılar mit 39.793 Einwohnern auf dem 2. Platz der bevölkerungsreichsten Landkreise in der Provinz Elâzığ. Die Bevölkerungsdichte liegt mit 41 Einwohnern je Quadratkilometer unter dem Provinzdurchschnitt (63 Einwohner je km²), ist aber dennoch die zweithöchste innerhalb der Provinz.

## Galerie

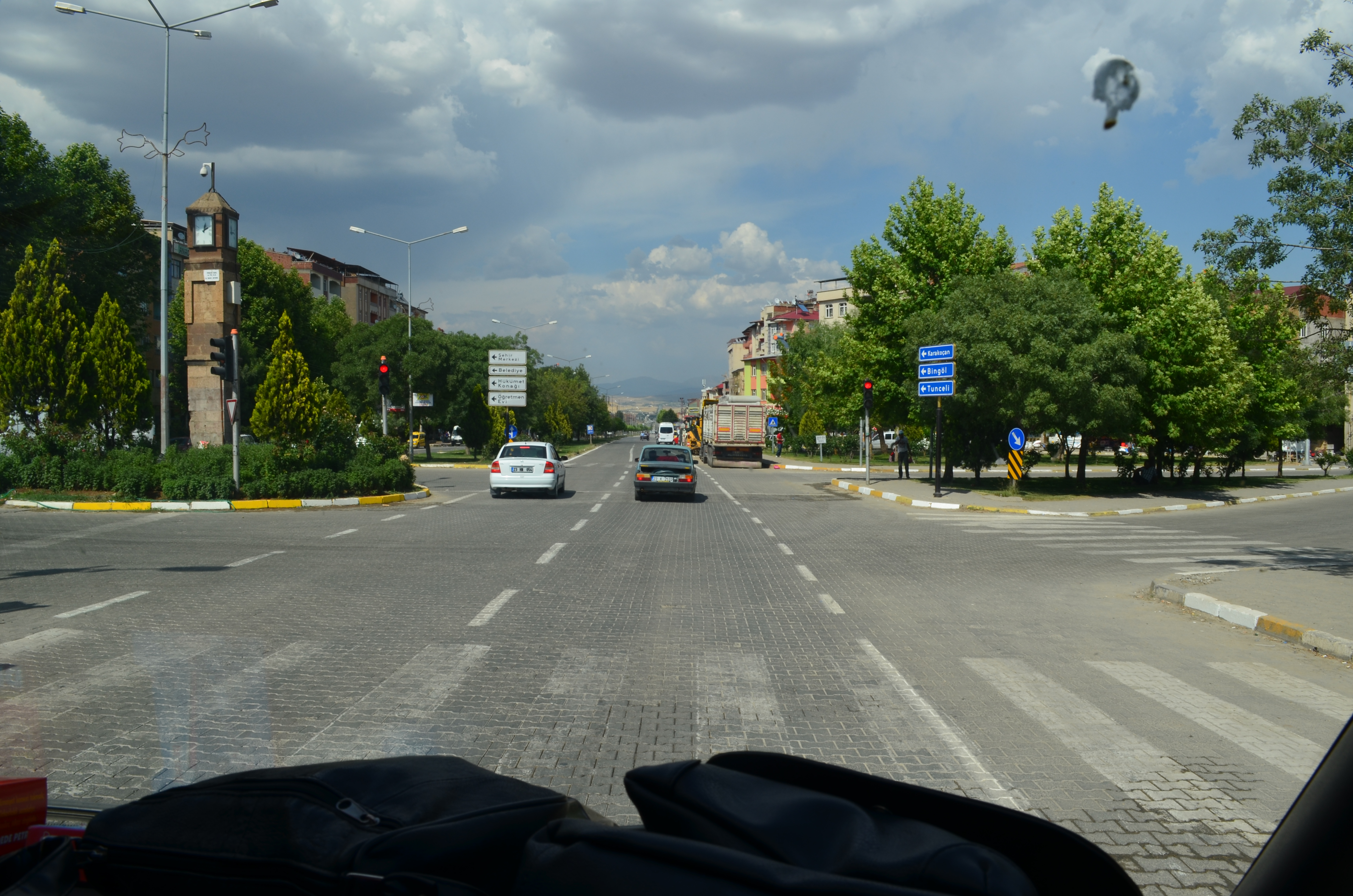
Hauptstraße durch Kovancılar
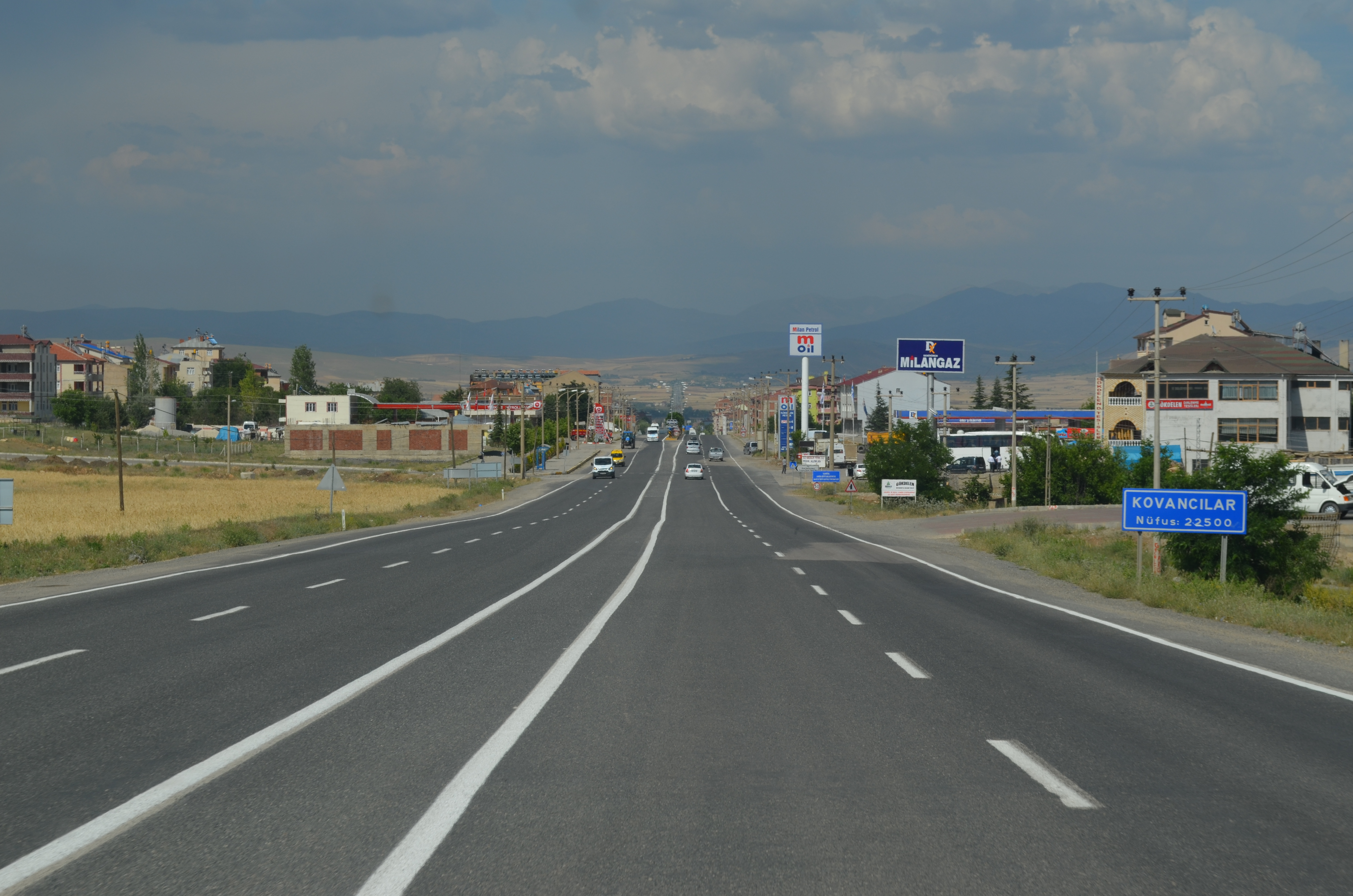
Ortseingang Kovancılar

## Persönlichkeiten
- Eno (* 1998), deutscher Rapper